# Анже Копітар
Анже Копітар (словен. Anže Kopitar; 24 серпня 1987, м. Єсениці, Югославія) — словенський хокеїст, центральний нападник. Виступає за «Лос-Анджелес Кінгс» у Національній хокейній лізі. 

## Ігрова кар'єра
Вихованець хокейної школи ХК «Єсеніце». Виступав за ХК «Єсеніце», ХК «Краньська Гора», ХК «Седертельє».
В чемпіонатах НХЛ — 455 матчів (155+254), у турнірах Кубка Стенлі — 6 матчів (2+3).
У складі національної збірної Словенії учасник чемпіонатів світу 2005, 2006, 2007 (дивізіон I) і 2008. У складі молодіжної збірної Словенії учасник чемпіонатів світу 2004 (дивізіон I), 2005 (дивізіон I) і 2006 (дивізіон I). У складі юніорської збірної Словенії учасник чемпіонатів світу 2003 (дивізіон I), 2004 (дивізіон I) і 2005 (дивізіон I). 
Батько: Матьяж Копітар, молодший брат Гашпер також в минулому хокеїст.

## Досягнення
- Володар Кубка Стенлі — 2012, 2014.
- Учасник матчу всіх зірок НХЛ — 2008, 2011.
- Приз Леді Бінг — 2016, 2023, 2025.
- Приз Френка Дж. Селке — 2018.
- Нагорода Марка Мессьє — 2022.